# Manukau International 2011
Die Manukau International 2011 im Badminton fanden vom 17. bis zum 19. Juni 2011 in Auckland statt.

## Sieger und Platzierte
| Disziplin    | Gold                               | Silber                                    | Bronze                            |
| ------------ | ---------------------------------- | ----------------------------------------- | --------------------------------- |
| Herreneinzel | Yogendran Krishnan                 | James Eunson                              | Joe Wu                            |
| Herreneinzel | Yogendran Krishnan                 | James Eunson                              | Bjorn Seguin                      |
| Dameneinzel  | Karyn Velez                        | Victoria Na                               | Felicity Leydon-Davis             |
| Dameneinzel  | Karyn Velez                        | Victoria Na                               | Magali Bravo                      |
| Herrendoppel | Daniel Shirley Andrew Smith        | Wesley Caulkett Raymond Tam               | Kevin Dennerly-Minturn Henry Tam  |
| Herrendoppel | Daniel Shirley Andrew Smith        | Wesley Caulkett Raymond Tam               | James Eunson Oliver Leydon-Davis  |
| Damendoppel  | Doriana Rivera Madeleine Stapleton | Emma Chapple Louise McKenzie              | Anona Pak Aviva Pak               |
| Damendoppel  | Doriana Rivera Madeleine Stapleton | Emma Chapple Louise McKenzie              | Felicity Leydon-Davis Carmen Yuen |
| Mixed        | Daniel Shirley Gabby Aves          | Oliver Leydon-Davis Susannah Leydon-Davis | Tjitte Weistra Doriana Rivera     |
| Mixed        | Daniel Shirley Gabby Aves          | Oliver Leydon-Davis Susannah Leydon-Davis | Brent Miller Louise McKenzie      |